# Jaguarita l'Indienne

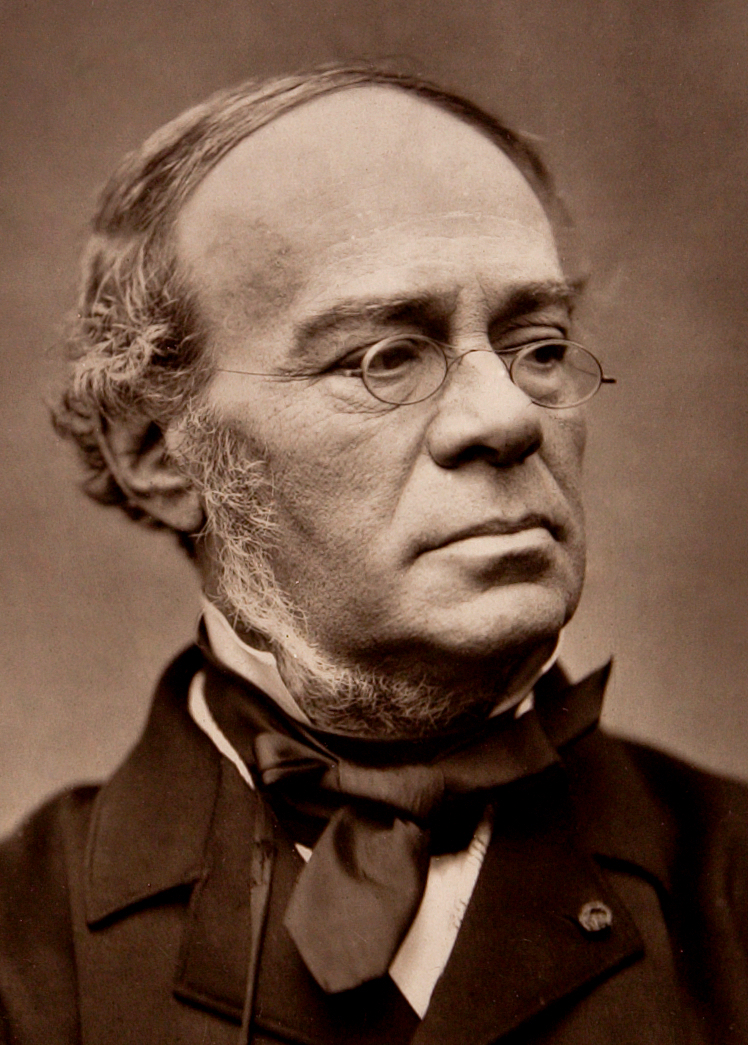
Fromental Halévy

Jaguarita l'Indienne är en opéra comique i tre akter med musik av Jacques Fromental Halévy och libretto av Jules-Henri Vernoy de Saint-Georges och Adolphe de Leuven.
Operan är något satirisk i sitt uppsåt, men handlingen om kärleken mellan en exotisk drottning och en europé kan även återfinnas i Giacomo Meyerbeers senare opera L'Africaine.
En engelsk version av librettot (där handlingen har förflyttats till Nordamerika) iscensattes av William Vincent Wallace 1863 på Royal Opera House med titeln The Desert Flower.

## Uppförandehistorik
Operan hade premiär den 14 maj 1855 på Théâtre-Lyrique i Paris med sopranen Marie Cabel i titelrollen, vars framställning beundrades av  Hector Berlioz i en samtida recension. Verket valdes ut som premiärföreställning vid invigningen av den återuppbyggda Théâtre La Monnaie i Bryssel 1856.

## Handling
Tid:
Plats:
Jaguarita utspelas i Nederländska Guyana 1772. Jaguarita är drottning av en infödingsstam, men har tagits till fånga av holländarna. Tillsammans med landsmannen Jumbo drogar hon vakten Maurice och tar med honom när de flyr. Hon förälskar sig i Maurice och ser till att droga sina landsmän och lyckas därmed undvika deras attack på det holländska samhället.